# Isola Motherway
L'isola Motherway (in inglese Motherway Island) è una piccola isola antartica facente parte dell'arcipelago Windmill.
Localizzata ad una latitudine di 66° 26' sud e ad una longitudine di 110°31' est, l'isola si trova a nord dell'Isola Peterson. La zona è stata mappata per la prima volta mediante ricognizione aerea durante l'operazione Highjump e l'operazione Windmill, negli anni 1947-1948. È stata intitolata dalla US-ACAN a P.T. Motherway, che ha partecipato all'operazione Highjump. In un primo tempo era stato assegnato il nome di scoglio Motherway, ma poi il termine isola è stato ritenuto più appropriato.